# Rumold von Konstanz
Rumold von Konstanz (1051 erstmals erwähnt; † 4. November 1069) war von 1051 bis 1069 Bischof von Konstanz.

## Leben und Wirken
Rumolds Geburtsdatum und seine familiäre Herkunft sind unbekannt. Frühneuzeitlichen Überlieferungen zufolge soll er zunächst Mönch im Kloster Einsiedeln gewesen sein. Er gehörte der königlichen Hofkapelle an und wurde von Heinrich III. zum ersten Propst des Stifts St. Simon und Juda in Goslar ernannt, bevor er 1051 den Konstanzer Bischofsstuhl bestieg.
Bischof Rumold starb am 4. November 1069 und fand im Konstanzer Münster seine letzte Ruhestätte.

### Nähe zu den Herrschern
Bischof Rumold stand nicht nur Kaiser Heinrich III., sondern auch dessen ältestem Sohn und Amtsnachfolger Heinrich IV. besonders nahe. Sein enges Verhältnis zu den Herrschern zeigt sich nicht nur daran, dass er sich häufig in deren Umgebung aufhielt, sondern auch an dem besonderen Vertrauen, das Kaiserin Agnes dem Konstanzer Bischof entgegenbrachte, indem sie ihre Tochter Mathilde zur Erziehung in seine Obhut gab.

### Konflikte
Rumolds Regierungszeit war überschattet von langwierigen Konflikten mit dem Kloster Reichenau und dem Kloster St. Gallen.
Ulrich I., Abt des Klosters Reichenau, bestand auf die erneute Bestätigung des 998 von Papst Gregor V. verliehenen und 1031 von Papst Johannes XIX. erneuerten und erweiterten Privilegs der Reichenauer Äbte, die Abtsweihe unmittelbar vom Papst entgegenzunehmen und die Messe mit Dalmatica und Sandalen, also zwei Ornatsstücken, die eigentlich nur Bischöfen zustanden, zu feiern, obwohl dieses bereits von Bischof Warmann aufgehoben wurde.
Der Konflikt mit Nortpert, dem amtierenden Abt des Klosters St. Gallen, verlief jedoch weitaus problematischer und artete zu einer Fehde aus, die auf beiden Seiten Opfer forderte und enorme Schäden anrichtete.

### Bau- und Weihetätigkeit
Bischof Rumold nahm während seiner Amtszeit zahlreiche Kirchweihen vor. 1052 weihte er die Marienkirche in Eichstetten am Kaiserstuhl und 1064 die Klosterkirche von Muri sowie die des Klosters Allerheiligen in Schaffhausen.
Nachdem das dreischiffige Langhaus des Konstanzer Münsters bereits 1052 eingestürzt war, veranlasste Rumold 1054 den Wiederaufbau des Langhauses, der jedoch erst 1089 abgeschlossen werden konnte. Die Weihe des bereits 1065 fertiggestellten Petrusaltars im rechten Arm des Querschiffes nahm er jedoch noch selbst vor.